# Акрида пустельна
Акрида пустельна (Acrida oxycephala) — прямокрила комаха родини коників. Наукова назва цього виду була вперше правильно опублікована в 1771 році Палласом.